# Philomides paphius
Philomides paphius är en stekelart som beskrevs av Alexander Henry Haliday 1862. Philomides paphius ingår i släktet Philomides och familjen gropglanssteklar. Inga underarter finns listade i Catalogue of Life.